# Wilhelm Prasuhn
Wilhelm Prasuhn (* 28. August 1918 in Brühl im Rheinland; † 25. Mai 2013) war ein deutscher Politiker (SPD), der von 1958 bis 1962 dem Landtag von Nordrhein-Westfalen angehörte.

## Leben
Wilhelm Prasuhn besuchte nach der Volksschule das Gymnasium und schloss 1937 mit dem Abitur ab. Von 1937 bis 1939 studierte er an der Hochschule für Lehrerbildung in Bonn. Am 13. Juni 1939 beantragte er die Aufnahme in die NSDAP und wurde zum 1. September desselben Jahres aufgenommen (Mitgliedsnummer 7.131.505). Im Jahr 1939 wurde er zum Wehrdienst einberufen und nahm als Soldat am Zweiten Weltkrieg teil, dessen Ende er 1945 in Kriegsgefangenschaft erlebte. Nach dem Krieg, im Jahr 1946, begann Prasuhn als Lehrer zu arbeiten, ab 1952 war er Hauptlehrer. Prasuhn war Mitglied der Gewerkschaft Erziehung und Wissenschaft. Bis 1953 war er Mitglied der Kreis- und Bezirkslehrervertretung.
Nach dem Krieg wurde Prasuhn in Brühl kommunalpolitisch aktiv, seit 1948 war er zunächst in verschiedenen kommunalen Ausschüssen tätig, im November 1952 wurde er dann in den Brühler Stadtrat gewählt und war gleichzeitig bis Oktober 1956 Geschäftsführer der SPD-Ratsfraktion. Ab 1957 war er SPD-Ortsvereinsvorsitzender in  Brühl. 
Bei der Landtagswahl 1958 wurde Prasuhn über die Landesliste, Platz 31, der SPD in den nordrhein-westfälischen Landtag gewählt, er war Abgeordneter der 4. Wahlperiode vom 21. Juli 1958 bis zum 20. Juli 1962.
Am 24. November 1984 wurde ihm in Anerkennung seiner Verdienste der Ehrenring seiner Heimatstadt Brühl verliehen. Außerdem wurde er mit dem Rheinlandtaler des Landschaftsverbandes Rheinland ausgezeichnet. Zudem war er in der Evangelischen Kirchengemeinde Brühl aktiv.

## Werke
- Wilhelm Prasuhn, Rund um Schloß Brühl, Brühl 1956.